# Олимпиус инферно
«Олимпиус инферно» — художественный фильм о войне в Грузии 2008 года, снятый в сжатые сроки и выпущенный в прокат спустя полгода после конфликта. Название фильма относится к вымышленному виду ночной бабочки «олимпиус инферно», которую по сюжету разыскивают в Южной Осетии американский энтомолог и российская журналистка. Название «олимпиус инферно» придумал режиссёр Игорь Волошин.
Характеризуется как «политически заряженный», сознательно воспроизводящий риторику правительства России по отношению к войне с Грузией.
Интернет-блогеры дали фильму альтернативное название «Олимпийский Ад» (основываясь на том, что слово inferno с итальянского переводится как Ад (лат. infernus), и на том, что период конфликта пришёлся на время проведения летних Олимпийских игр 2008).

## Сюжет
Фильм начинается с разговора неких «режиссёра» и «сценариста»: сценарист говорит режиссёру, что у него есть «сильный» сюжет для снятия художественного фильма о войне в Южной Осетии, который основывается на рассказе одной пары, с которой он встретился за три дня до начала войны. Далее следует «фильм в фильме», раскрывающий сам сюжет, который предлагает сценарист.
Майкл — молодой энтомолог русского происхождения из США. Женя — молодая журналистка из России. Когда-то они вместе учились в школе и теперь оба едут в Южную Осетию: Майкл — чтобы снять фильм о редком виде ночных бабочек «Олимпиус Инферно» (Olympius Inferno), Женя — чтобы, по просьбе отца Майкла, «присмотреть» за молодым человеком, а заодно сделать репортаж для курсовой. Когда они приезжают в Южную Осетию, местные жители, один из которых, Ахсар, согласился стать проводником путешественников, обсуждают последнюю новость: грузины уезжают из села с вещами. Они приходят к мнению, что в ближайшее время в селе что-то произойдёт. Однако осетины не пытаются принять какие-либо меры, тем более после того, как по телевидению показывают обращение президента Грузии Михаила Саакашвили, который заявляет, что Южная Осетия не подвергнется никакому нападению. Действие происходит вечером 7 августа 2008 года.
Женя и Майкл устанавливают в заповеднике специальные камеры ночного ви́дения. Когда поздно вечером они почти завершают работу, их хватают грузинские войска, приняв за шпионов. Благодаря вмешательству американского офицера грузины выясняют, что Майкл — гражданин США. Его отпускают, но он добивается освобождения и Жени, говоря, что она его невеста. В это время грузинские танки выдвигаются на дорогу, ведущую в Цхинвал. На вопрос Майкла о том, что происходит, американец отвечает: «Операция по наведению конституционного порядка в стране». Женя и Майкл убегают из расположения грузинских войск и возвращаются в подсобный вагончик, в котором находится записывающее оборудование. Просматривая записи, они обнаруживают запись полёта той самой бабочки, но помимо этого, другие камеры записали наступление грузинских войск и обстрел Цхинвала. Они вытаскивают жёсткий диск с записями камер, а всё оборудование, в том числе ноутбук с копией записи, прячут в соседнем разрушенном здании церкви. Решив с помощью Ахсара добраться к миротворцам, Женя и Майкл становятся свидетелями того, как грузинские солдаты врываются в дом Ахсара, а их командир, капитан контрразведки Вахо (который видел Женю и Майкла на миротворческом посту накануне войны, когда, замаскировавшись под мирного жителя, привёз миротворцам овощи и вино, и который приказал задержать Женю и Майкла), тяжело ранит Ахсара из пистолета. Молодые люди понимают, что грузины объявили на них «охоту», считая их шпионами. Женя и Майкл прячутся в селе, которое разрушают грузинские солдаты при поддержке двух БТР-80, на крыльце одного из домов, в котором по телевизору показывают заявление Дмитрия Медведева о начале войны в Южной Осетии. После этого Женя и Майкл решают добираться до Цхинвала к российским миротворцам. По дороге в город они встречаются с беженцами, которые говорят, что Цхинвал бомбят. Среди беженцев есть парень Габо, который присоединяется к паре, когда пути Жени и Майкла с беженцами расходятся. По пути они видят на дороге машину с журналистами (как потом оказывается, американскими), но когда подходят ближе, слышат, что журналисты записывают репортаж, в котором сообщают, что Россия напала на Грузию. Тогда Женя говорит журналистам, что у неё есть доказательства того, что это Грузия напала на Южную Осетию. В ответ на это журналисты просят дать им диск с записями для того, чтобы они могли убедиться, что Женя не врёт. После просмотра грузинский солдат, сопровождающий журналистов, хватает Женю и Майкла, а корреспондент сообщает им, что ведётся «информационная война» — страны Америки и Европы должны думать, что это Россия напала на Грузию. Но тут Габо обезвреживает солдата, после чего все трое садятся в машину журналистов и едут в Цхинвал, выдав себя за репортёров, а Габо — за грузинского солдата-водителя.
Однако им сопутствует неудача: миротворческий пост на той стороне Цхинвала, к которой они подъезжают (тот самый, на котором они встретились накануне и на котором видели Вахо), захвачен грузинскими военными. Командир грузин верит им, но у него приказ — журналистов пока не пускать: в городе ещё идёт бой. Женю и Майкла уводят в барак, Габо остаётся в машине. В это время военным звонит Вахо, который уже объявил «охоту» на Женю и Майкла. Те понимают, что их раскрыли. Габо, тоже поняв это, подаёт сигнал друзьям, открывает огонь по грузинским военным и погибает в перестрелке, успев убить одного из них. Майклу и Жене удаётся сбежать, воспользовавшись суматохой. Оказавшись в Цхинвале, они попадают под обстрел и бомбёжку, едва не попадают в руки солдат Вахо, от которых их прикрывают ополченцы, и укрываются в одном из убежищ, куда их приводят местные жители — мать с двумя мальчиками, один из которых получает осколочное ранение в горло прямо на входе в укрытие. Женя вспоминает, что Майкл несколько лет отучился в медицинском институте, однако тот отказывается помогать мальчику — у Майкла гемофобия, и при виде крови он попросту упадёт в обморок. Поскольку в убежище нет даже элементарных медикаментов, а ближайшая аптека уничтожена «Градами», Женя, рискуя жизнью, бежит к стоящей недалеко от убежища карете «скорой помощи» и обратно. Майкл всё-таки «оперирует» мальчика и вытаскивает осколок из горла, но ребёнка нужно срочно доставить в больницу, иначе он долго не проживёт из-за потери крови. На следующее утро по смартфону Майкла они видят сообщение о визите Владимира Путина во Владикавказ, где беженцы рассказывают ему о зверствах грузинских войск, в частности, давивших танками мирных жителей, а затем — обращение Дмитрия Санакоева, сообщающего о том, что грузинские войска открывают «гуманитарный коридор» с целью позволить гражданским покинуть город. Женя, Майкл и несколько местных жителей принимают решение везти мальчика в российский военный госпиталь. Они добираются до машины скорой помощи и отправляются в путь. Однако «коридор» оказывается уловкой, организованной Вахо с целью захватить Майкла и Женю при попытке покинуть город.
На Зарской дороге машину останавливают грузинские военные. В их числе и Вахо, который требует от Жени отдать ему диск. Женя врёт, что у них уже нет диска. Однако, когда один из солдат вытаскивает из машины старика, которого капитан грозится убить, мать раненого мальчика выскакивает из машины и отдаёт диск военным. Просмотрев диск, Вахо уничтожает его. Он отпускает Женю вместе с осетинами, а один грузинский солдат «как бы» отвозит Майкла в Тбилиси. По заданию Вахо солдат провоцирует Майкла на побег: выходит из машины, намеренно оставив ключи. Майкл угоняет УАЗик, а солдат, выстрелив в воздух, звонит командиру и сообщает о побеге Майкла. Отслеживая маршрут угнанной машины, Вахо догадывается, что на записывающем оборудовании могла остаться копия. Майкл направляется в здание церкви на территории заповедника, где спрятана копия диска, но когда он выходит наружу, его уже ждут Вахо с ординарцем, захватившие Женю в заложники. По знаку командира ординарец забирает у Майкла ноутбук, а сам Вахо стреляет в спину Жене, но почти тут же погибает от пули Ахсара, который выследил его с целью отомстить за разрушенное грузинами село. Майкл в ярости бросается на ординарца и душит его, но тот успевает сообщить ему, что Женю ещё можно спасти, и вместе они отвозят её в госпиталь, встретив по пути колонну российских войск, задержавших грузина.
Проходит несколько недель. Майкл принимает участие в выпуске новостей канала SBC со своей невестой (от которой далее решает уйти). Майкл хочет показать запись нападения грузинских военных, однако показывают только запись, на которой видно бабочку. Ведущий высмеивает Майкла, и тот уходит из студии. В это время лежащая в госпитале Женя смотрит выпуск российских новостей, где показывается фрагмент интервью Дмитрия Медведева газете «Фигаро», в частности, момент, когда президент заявляет о невозможности отказа от признания независимости Абхазии и Южной Осетии. Следующий ролик новостей посвящается попытке Майкла выступить на SBC. Женя звонит Майклу, расспрашивая его о выступлении и поздравляя с грядущей свадьбой. Однако сразу после разговора он заходит в её палату с цветами и резервным диском, они обнимаются и целуются.
После этого зрителю вновь показывают «сценариста» и «режиссёра». «Режиссёр» говорит, что история очень «мощная», но надо сделать так, чтобы в фильме девочка осталась жива. «Сценарист» отвечает, что ему бы этого тоже очень хотелось.

## В ролях
- Генри Давид — Майкл
- Полина Филоненко — Женя
- Вадим Цаллати — Вахо, капитан грузинской контрразведки
- Адгур Малия — Ахсар
- Елена Храмова — Таира, жена Ахсара
- Артур Гургенян — Габо
- Венера Скверия — мать Габо
- Адгур Джения — Виктор Андреевич, полковник-миротворец
- Сергей Сангулия — грузинский полковник
- Руслан Шакая — грузинский лейтенант
- Мартин Кук — Фрэнсис Аватоу, журналист телеканала SBC
- Анатолий Фохт — Алекс О’Коннор, оператор телеканала SBC
- Денис Перцхелия — водитель журналистов
- Питер Элад — капитан Адамс, американский инструктор в грузинской армии
- Нейтан Стоуэл — ведущий новостей телеканала SBC
- Наталья Папаскири — сотрудница информбюро
- Александр Басария — ординарец Вахо
- Сабина Ахмедова — Джессика, невеста Майкла
- Николай Попов - русский солдат
- Владимир Сороколита — «режиссёр»
- Антон Степаненко — «сценарист»

## Производство
Значительная часть картины снималась в Абхазии в руинах, оставшихся после войны 1992 года. В качестве массовки гражданского населения снялись жители Сухума и Очамчыры. Грузинских солдат сыграли военнослужащие горно-стрелкового батальона Абхазской Армии из Цебельды, российских солдат и миротворцев изображали солдаты с 7-й военной базы Гудауты.Съемки в Абхазии проходили при поддержке министерств и ведомств Республики Абхазия.

## Художественные особенности
Многие части фильма построены на основе информации из документального фильма «08.08.08. Война в прямом эфире»:
- Американские военные среди грузинских войск, растяжки на телах погибших осетин, сумасшедший грузин на бронетранспортёре, расстреливающий автомобиль мирных жителей.
- В конце фильма американский телеканал не даёт Майклу высказать всю правду, так же, как телеканал Fox News не дал выступить девочке-осетинке Аманде Кокоевой и её тёте.

## Награды
В 2009 фильм номинировался на пять ТЭФИ (фильм, женская роль (Полина Филоненко), оператор (Игорь Гринякин), звукорежиссёр (Иван Титов) и продюсер (Алексей Кублицкий)), но в финалисты попал только в трёх (фильм, оператор и звукорежиссёр), а выиграл только две (оператор и звукорежиссёр).